# Hugo Benioff
Victor Hugo Benioff (Los Angeles, 14 september 1899 - Mendocino, 29 februari 1968) was een Amerikaans geofysicus en uitvinder.

## Loopbaan
Benioff studeerde af in 1921 aan het Pomona College. Daarna werkte hij enige tijd voor het Mount Wilson Observatorium als astronoom. Het nachtelijkse werk beviel hem echter niet zo en daarom verwisselde hij dit vakgebied voor de seismologie. Vanaf de jaren dertig bouwde Benioff ook elektronische muziekinstrumenten, zoals cello’s, piano’s en violen, maar bekend is hij vooral om zijn wetenschappelijk werk.
Vanaf 1924 werkte hij op het seismologische laboratorium van Pasadena. In 1935 promoveerde hij op een seismologisch proefschrift aan het California Institute of Technology (CalTech), waarin het laboratorium het jaar daarop geïntegreerd werd. Benioff werkte op CalTech samen met bekende seismologen als Beno Gutenberg en Charles Richter. Hij hield zich bezig met het bouwen van verbeterde seismograven. Hij ontwierp ook instrumenten om de mechanische spanningen binnenin de Aarde te meten. Later werd hij zelf hoogleraar aan CalTech.
Benioff hield zich onder andere bezig met de bestudering van aardbevingen in de Grote Oceaan. Bij het in kaart brengen van de dieptes van de hypocentra van deze aardbevingen ontdekte hij in 1954 dat deze diepte afhing van de afstand tot de dichtstbijzijnde oceanische trog. Hij beredeneerde dat de van de troggen af gezien steeds verder liggende hypocentra de bovenkant van een subducerende tektonische plaat markeren. Tot op heden geldt dit als een van de belangrijkste bewijzen voor subductie van stukken aardkorst.

## Erkenning
De door Benioff ontdekte zones langs subductiezones waar aardbevingen plaatsvinden worden naar hem en de Japanse seismoloog Kiyoo Wadati Wadati-Benioffzones genoemd. Ook won Benioff in 1965 de William Bowie Medal van de American Geophysical Union, datzelfde jaar de medaille van de Royal Astronomical Society en in 1957 de Arthur L. Day Medal van de Geological Society of America.